# Ove Nilsson (roddare)
Ove Allan Nilsson, född 13 november 1928 i Falkenberg, död 13 januari 2013 i Strömstad, var en svensk roddare. Han tävlade för Falkenbergs RK.
Nilsson tävlade i tvåa med styrman för Sverige vid olympiska sommarspelen 1952 i Helsingfors.